# 利斯納湖

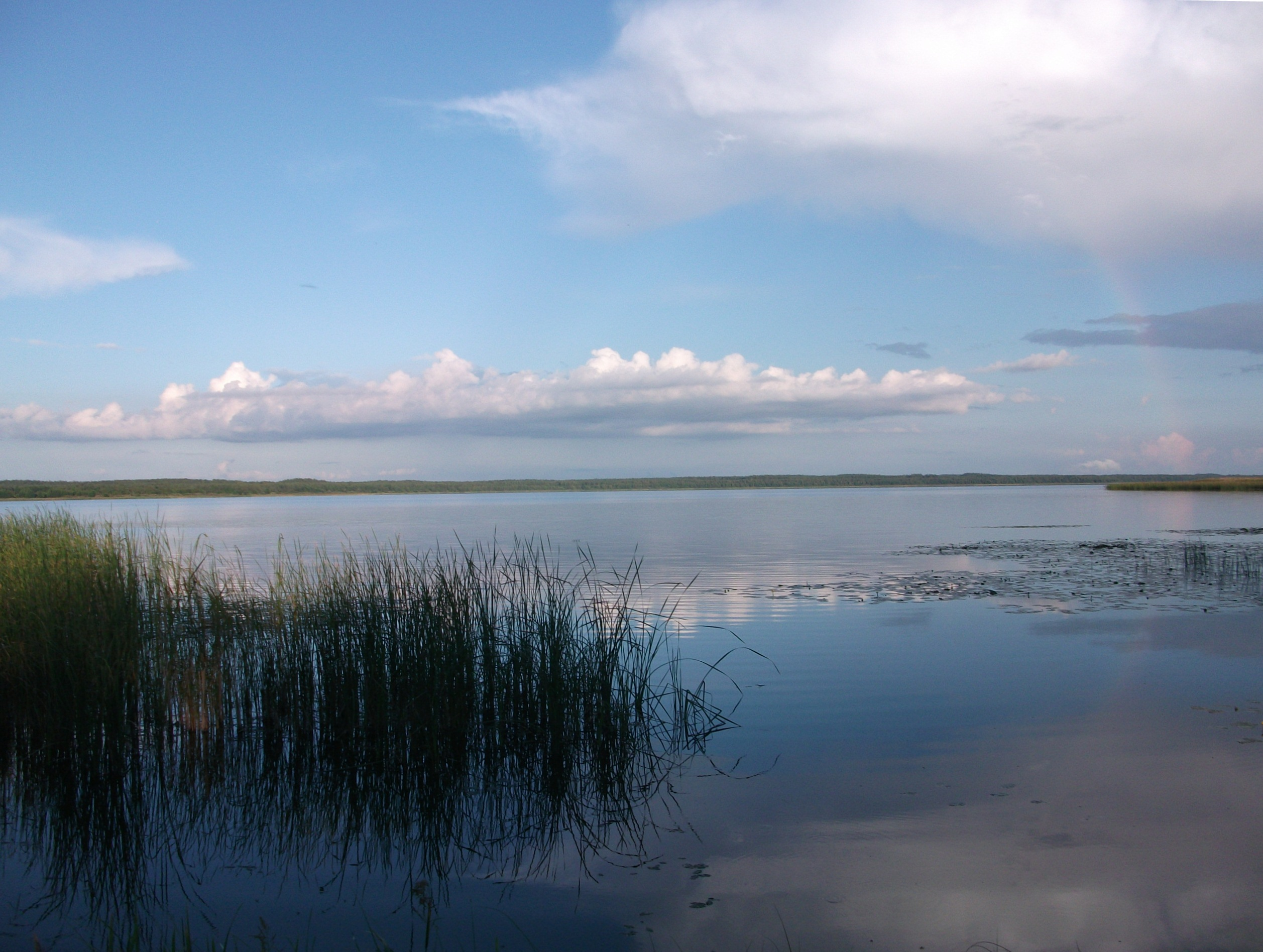
利斯納湖

利斯納湖（白俄羅斯語：Лісна）是白俄羅斯的湖泊，位於上第文斯基東北42公里，由普斯科夫州負責管轄，長7.8公里、寬3.1公里，面積15.71平方公里，集水區面積943平方公里，湖岸線長度25.3公里，最大水深6.1米。